# Pau Sans Anfrons
Pau Sans Anfrons (Reus, 25 de març de 1908 - Reus, 18 de juny de 1971) va ser un polític català, regidor de l'Ajuntament de Reus en dues ocasions (1934 i 1936), i que el 1934 fou empresonat arran dels fets del sis d'octubre. Al formar-se la Columna Macià-Companys, durant la Guerra Civil espanyola, organitzà a Reus els contingents de Foment Nacionalista Republicà per a incorporar-se a la columna. El 1939 va marxar a l'exili a França, als camps de concentració d'Argelers i Sant Cebrià de Rosselló.